# Toxorhina (Ceratocheilus) tuberifera
Toxorhina (Ceratocheilus) tuberifera is een tweevleugelige uit de familie steltmuggen (Limoniidae). De soort komt voor in het Oriëntaals gebied.